# Шалфей коровяковый
Шалфей коровяковый (лат. Salvia verbascifolia) — многолетнее растение, вид рода Шалфей (Salvia) семейства Яснотковые (Lamiaceae).

## Распространение и экология
Встречается на Кавказе и в Закавказье.
Растёт на каменистых склонах и скалах.

## Ботаническое описание
Растение высотой 15—35 см.
Стеблей несколько, простые, прямые.
Листья преимущественно прикорневые, широкояйцевидные, сердцевидные, тупые или почти округлые, длиной 3,5—12 см, шириной 3—10,5 см, морщинистые, войлочно опушённые, по краю двоякозубчатые, с черешками длиной 2,5—6 см; стеблевых листьев обычно две пары, мало отличающихся от прикорневых, несколько меньших размеров; прицветные — от ланцетных до широкояйцевидных, узкие, острые, сидячие.
Соцветие ветвистое, с двумя-четырьмя парами боковых ветвей или простое, с ложными 2—6-цветковыми мутовками; цветоножка длиной 2—3 мм; чашечка колокольчатая, с выдающимися рёбрышками, длиной 10—12 мм; венчик длиной 2—2,5 см, верхняя губа белая, широко серповидная, нижняя — желтоватая, с широкообратнояйцевидной средней лопастью и продолговатыми торчащими боковыми.
Орешки почти шаровидные, длиной 3 мм, светло-жёлтые.

## Классификация

### Таксономия
Вид Шалфей коровяковый входит в род Шалфей (Salvia) подсемейства Котовниковые (Nepetoideae) семейства Яснотковые (Lamiaceae) порядка Ясноткоцветные (Lamiales).
|  |                                      |  |                                                             |                                                             |                      |  | ещё 21 семейство (согласно Системе APG II) | ещё 21 семейство (согласно Системе APG II)  |                                             |  |  |  | ещё 110—130 родов | ещё 110—130 родов      |  |  |
|  |                                      |  |                                                             |                                                             |                      |  | ещё 21 семейство (согласно Системе APG II) | ещё 21 семейство (согласно Системе APG II)  |                                             |  |  |  | ещё 110—130 родов | ещё 110—130 родов      |  |  |
|  |                                      |  |                                                             | порядок Ясноткоцветные                                      |                      |  |                                            |                                             | подсемейство Котовниковые                   |  |  |  |                   | вид Шалфей коровяковый |  |  |
|  |                                      |  |                                                             | порядок Ясноткоцветные                                      |                      |  |                                            |                                             | подсемейство Котовниковые                   |  |  |  |                   | вид Шалфей коровяковый |  |  |
|  | отдел Цветковые, или Покрытосеменные |  |                                                             |                                                             | семейство Яснотковые |  |                                            |                                             | род Шалфей                                  |  |  |  |                   |                        |  |  |
|  | отдел Цветковые, или Покрытосеменные |  |                                                             |                                                             |                      |  |                                            |                                             |                                             |  |  |  |                   |                        |  |  |
|  |                                      |  | ещё 44 порядка цветковых растений (согласно Системе APG II) | ещё 44 порядка цветковых растений (согласно Системе APG II) |                      |  |                                            | ещё 7 подсемейств (согласно Системе APG II) | ещё 7 подсемейств (согласно Системе APG II) |  |  |  | ещё 700—900 видов |                        |  |  |
|  |                                      |  |                                                             | ещё 44 порядка цветковых растений (согласно Системе APG II) |                      |  |                                            |                                             | ещё 7 подсемейств (согласно Системе APG II) |  |  |  |                   |                        |  |  |